# Comac C909
Der Comac C909 Xiangfeng (chinesisch 翔鳳 / 翔凤, Pinyin Xiángfèng, Jyutping Coeng4fung6 – „gleitender Phönix; sinngemäß: Phönix“) (bis 2009 als ACAC ARJ21; bis Oktober 2024 als Comac ARJ21 – wobei das Kürzel „ARJ“ für „Advanced Regional Jet“ steht) ist das erste strahlgetriebene Regionalverkehrsflugzeug, das überwiegend in der Volksrepublik China entwickelt wurde und dort gebaut wird. Es werden zwei Varianten angeboten, die eine Kapazität von 70 bis 100 Passagieren bieten und damit in Konkurrenz zu westlichen Mustern (Bombardier CRJ700/900 und Embraer E-Jets) und dem russischen Suchoi Superjet treten. Bis Februar 2020 wurden insgesamt 23 C909-Flugzeuge ausgeliefert.

## Geschichte
Das Programm der C909 wurde 2002 gestartet. Zu diesem Zeitpunkt war die erste Auslieferung an Kunden für 2007 geplant. Die Planung des gesamten Flugzeuges wurde dann Ende 2005 abgeschlossen, ebenso wie die Entwicklung der Triebwerke von General Electric. Kurz darauf wurde mit der Fertigung der ersten Teile begonnen. Die Endmontage begann im März 2007, der Rollout erfolgte am 21. Dezember 2007 und der rund einstündige Erstflug mit Testpilot Zhao Peng an Bord fand am 28. November 2008 in Shanghai statt. Die Zulassung zum Abschluss des mit vier Prototypen durchgeführten Testprogramms sollte 2010 erlangt werden, hatte sich aber mehrfach verzögert. Als Gründe wurden die Festigkeit der Flügel und Integrierungsprobleme bei der Avionik genannt. Als Zeitpunkt für die erste Auslieferung einer Serienmaschine wurde im Mai 2013 das Ende des Jahres 2014 anvisiert während das Testprogramm mit über 5200 absolvierten Flugstunden weiter lief. Die erste für eine Ablieferung an Chengdu Airlines vorgesehene Maschine absolvierte gemäß Werksangaben am 18. Juni 2014 ihren Erstflug. Am 18. November 2014 flog die Maschine einen Flugplan-Tag mit 4 Flügen und 606 Minuten Flugzeit, davon erstmals ein Flug von über 3 Stunden Dauer. Die Zulassung wird von der amerikanischen Luftfahrtbehörde FAA begleitet, eine Zertifizierung war aber nicht vorgesehen. Für die Zertifizierung plane Comac eine abgewandelte Version, welche später auch die Zertifizierung unter deren europäischem Pendant EASA erlangen soll. Nach mehrfachen Verspätungen hat das Flugzeug am 30. Dezember 2014 seine Zulassung von der Civil Aviation Administration of China (CAAC) erhalten und wurde am 29. November 2015 an den Erstkunden Chengdu Airlines ausgeliefert. Im kommerziellen Einsatz war das Muster (ab dem 29. September 2016 auch mit einem zweiten Exemplar) zwischen dem 28. Juni 2016 und dem 29. Oktober 2016.
An der Farnborough International Airshow 2016 kaufte die China Aircraft Leasing Group 30 Flugzeuge mit Option für weitere 30 Stück. Die Flugzeuge sind für eine indonesische Fluggesellschaft, welche damit eine Einheitsflotte bilden will. Zur gleichen Zeit bestellte die staatliche Leasingfirma Avic 30 Flugzeuge. Damit bestehen mit Stand Juli 2016 Bestellungen für total 362 Flugzeuge (ohne Optionen), die größte Bestellung mit 100 Stück stammt von Henan Airlines. Geplant war eine Produktion von zwei Flugzeugen im Jahr 2014, fünf Stück im Jahr 2015, danach 8, 15 und 20 Stück in den Jahren 2016, 2017 und 2018. Im Jahr 2014 konnten die geplanten beiden Maschinen tatsächlich fertiggestellt werden und nahmen, mit einiger Verspätung, im Jahr 2016 bei Chengdu Airlines den Flugbetrieb auf. Nachdem zwei Jahre keine weitere Maschine produziert wurde, wurden 2017 drei weitere C909 fertiggestellt, von denen zwei ebenfalls an Chengdu Airlines übergeben wurden, während bei der dritten eine Auslieferung an den Endkunden noch aussteht. Von Januar bis Juli 2018 wurden drei C909 gebaut, die allesamt für Chengdu Airlines bestimmt sind.
Am 22. Februar 2019 wurde mit Genghis Khan Airlines erstmals ein zweiter Betreiber mit einer Comac C909 beliefert, die Auslieferung einer zweiten Maschine soll Ende März erfolgen. Als dritte Fluggesellschaft soll in diesem Jahr Urumqi Air folgen – die entsprechende Maschine mit der Seriennummer 115 absolvierte am 27. Oktober 2018 ihren Erstflug.
Im Herbst 2019 wurden 105 Flugzeuge von Air China, China Eastern Airlines, und China Southern Airlines bestellt.

## Entwurf

Logo des ARJ21 (bis Oktober 2024)

Die C909 benutzt Komponenten, die ursprünglich von McDonnell Douglas für die Lizenzproduktion der McDonnell Douglas MD-90 in China zur Verfügung gestellt wurden. Daher kann man auch schnell große Ähnlichkeiten mit diesem Flugzeug feststellen, etwa in Form des praktisch identischen Rumpfquerschnittes, des Nasenprofils oder der Leitwerke. Allerdings wurde eine superkritische Tragfläche mit Winglets von Antonow neu entwickelt. Die Avionik stammt von Rockwell Collins, das Triebwerk von GE, Flugsteuerung von Honeywell und die Beleuchtung von Goodrich Hella. Das Fahrwerksystem sowie die Luftsysteme liefert Liebherr. Die gesamte Ausstattung der Kabine wird vom österreichischen Unternehmen FACC geliefert.

## Varianten
- C909-700 – Diese Basisvariante hat eine Kapazität von 70 bis 80 Passagieren und ist damit direkte Konkurrenz zum Bombardier CRJ700 und der Embraer 170. Letztere haben allerdings im Gegensatz zur C909 nur vier Sitze in einer Reihe.
- C909-900 – Dieses Modell soll einen verlängerten Rumpf erhalten und für 90 bis 100 Passagiere Platz bieten. Damit möchte man mit dem Bombardier CRJ900 und der Embraer 190 konkurrieren.
- C909F – Diese Version stellt die Frachtvariante des C909-700 dar. Transportieren soll sie fünf LD7-Container oder PIP-Paletten[27].
- C909 CBJ – Die C909-700 soll unter diesem Namen auch als Business-Jet angeboten werden. Er bietet zwischen 12 und 29 Passagiere Platz und soll mit einem zusätzlich eingebauten Tank 2000 Kilometer weiter fliegen können.[28]

Bis Ende Januar 2019 waren ausschließlich Exemplare des Baumusters C909-700 entstanden.

### Bestellungen und Auslieferungen
| Kunden                    | Bestellungen   | Flugzeugtyp | Auslieferungen | Erstauslieferung     | Bemerkung                            |
| ------------------------- | -------------- | ----------- | -------------- | -------------------- | ------------------------------------ |
| Air China                 | 0035           | C909-700    | 0015           | 28. Juni 2020        | –                                    |
| Chengdu Airlines          | 0030           | C909-700    | 0028           | 26. November 2015    | –                                    |
| China Express Airlines    | 0050           | C909-700    | 0006           | 11. November 2020    | –                                    |
| CFGAC                     | 0002           | C909-700    | 0002           | Dezember 2019        | –                                    |
| China Southern Airlines   | 0035           | C909-700    | 0016           | 28. Juni 2020        | –                                    |
| Comac                     | 0006           | C909-700    | 0011           | 2018                 | –                                    |
| Genghis Khan Airlines     | 0025 (+25)     | C909-700    | 0005           | 22. Februar 2019     | Fluggesellschaft seit 2022 insolvent |
| Hebei Airlines            | 0010           | C909-700    | 000–           | –                    | –                                    |
| Henan Airlines            | 0100 (geplant) | C909-700    | 000–           | Bestellung storniert | –                                    |
| Jiangxi Air               | 0005           | C909-700    | 0005           | 15. Mai 2020         | –                                    |
| Lao Airlines              | 0002           | C909-700    | 000–           | –                    | –                                    |
| Myanmar National Airlines | 0002           | C909-700    | 000–           | –                    | –                                    |
| OTT Airlines              | 0035           | C909-700    | 0017           | 28. Juni 2020        | –                                    |
| Shandong Airlines         | 0010           | C909-700    | 000–           | –                    |                                      |
| Shanghai Airlines         | 0005           | C909-700    | 000–           | –                    | –                                    |
| Urumqi Air                | 0020           | C909-700    | 000–           | –                    | –                                    |
| Xiamen Air                | 0006           | C909-700    | 000–           | –                    | –                                    |
| Gesamt                    | 278 (+25)      |             | 100            |                      |                                      |

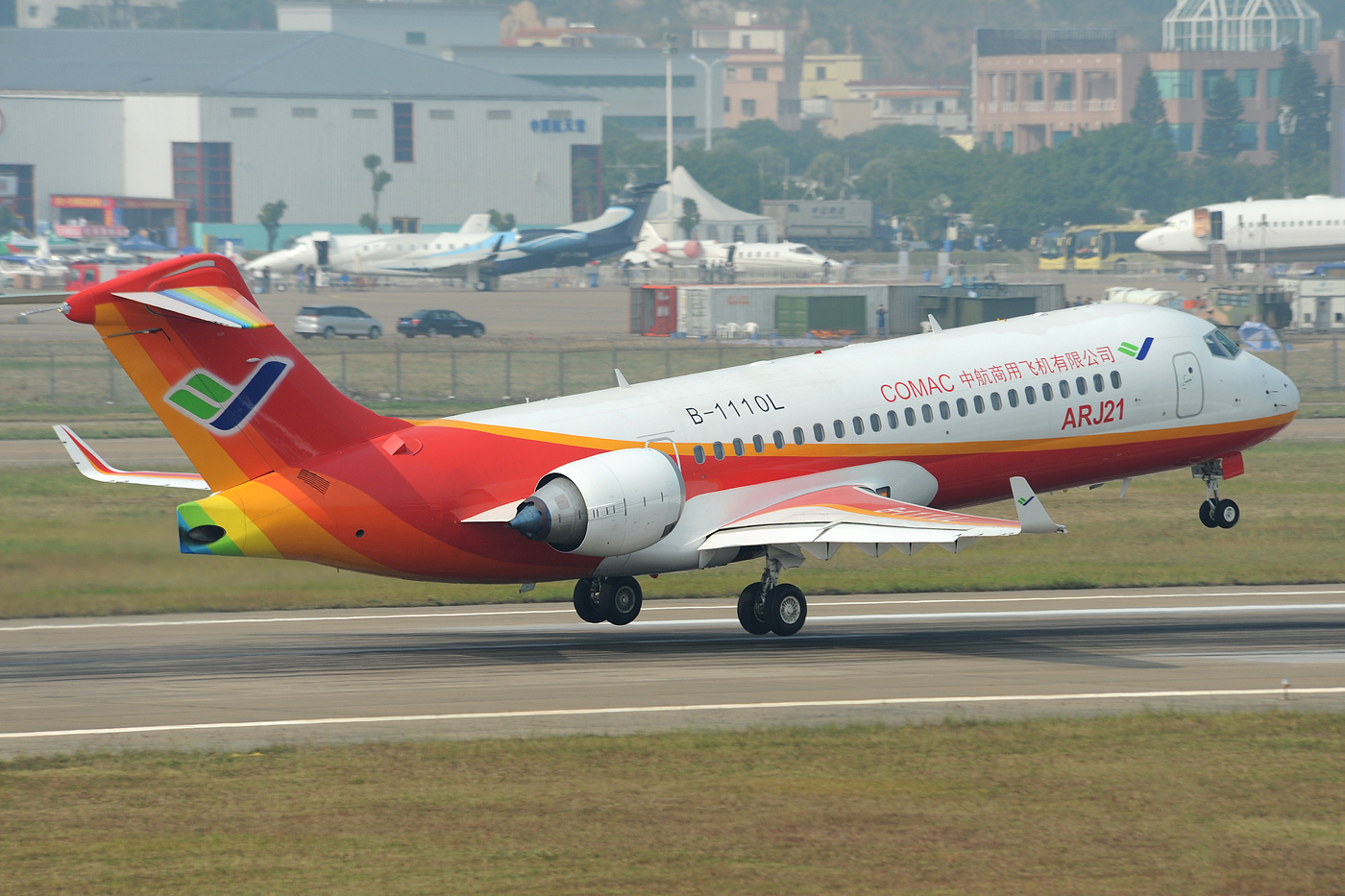
Testflug einer ARJ21 (2010)

Weitere 10 Bestellungen der thailändischen City Airways sind mit der Insolvenz des Unternehmens im Jahr 2016 hinfällig.

## Hersteller

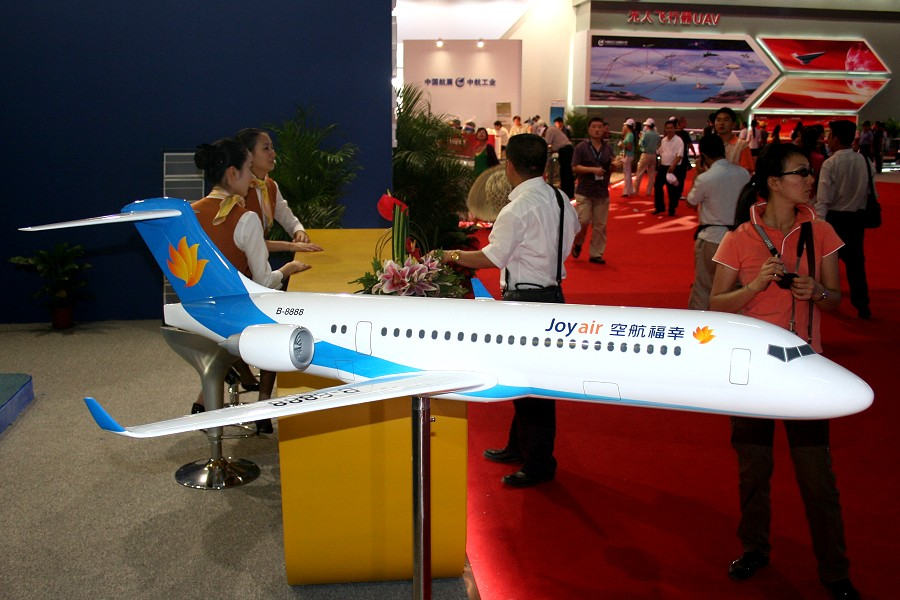
ARJ21-Modell in den Farben der Joy Air

Das ACAC Konsortium wurde zur Entwicklung dieses Flugzeuges gegründet. Die Teile für den Regionaljet werden von den einzelnen Mitgliedern des Konsortiums fabriziert:
- Chengdu Aircraft Industry Group baut die „Nase“.
- Shanghai Aircraft Company montiert das Flugzeug.
- Shenyang Aircraft Corporation konstruiert die Tragflächen und den Rumpf.
- Shanghai Aircraft Research Institute und Xian Aircraft Design and Research Institute sind verantwortlich für die (Weiter-)Entwicklung des Flugzeuges.

Im Jahre 2009 wurde das ACAC Konsortium in den COMAC-Konzern eingegliedert. Die C909 wurde bis 2024 unter dem Namen Comac ARJ21 vertrieben.

## Technische Daten
| Kenngröße                | C909-700                                                                    | C909-900                                                                    |
| ------------------------ | --------------------------------------------------------------------------- | --------------------------------------------------------------------------- |
| Länge                    | 33,46 m                                                                     | 36,35 m                                                                     |
| Höhe                     | 8,44 m                                                                      | 8,44 m                                                                      |
| Spannweite               | 27,29 m                                                                     | 27,29 m                                                                     |
| max. Kabinendurchmesser  | 3,143 m                                                                     | 3,143 m                                                                     |
| Leermasse                | 24.955 kg                                                                   | 26.270 kg                                                                   |
| max. Startmasse (MTOW)   | 40.500 kg ER: 43.500 kg                                                     | 43.616 kg ER: 47.182 kg                                                     |
| max. Nutzmasse           | 8.935 kg                                                                    | 11.246 kg                                                                   |
| Passagierkapazität       | 70–90                                                                       | 98–105                                                                      |
| Frachtraumvolumen        | 20,15 m³                                                                    | 23,431 m³                                                                   |
| Tankkapazität            | 10.386 kg                                                                   | 10.386 kg ER: 10.886 kg                                                     |
| Triebwerkstypen          | zwei Turbofan-Triebwerke General Electric CF34-10 mit je 81,2–88,9 kN Schub | zwei Turbofan-Triebwerke General Electric CF34-10 mit je 81,2–88,9 kN Schub |
| Reisegeschwindigkeit     | Mach 0,78                                                                   | Mach 0,78                                                                   |
| Maximale Geschwindigkeit | Mach 0,82                                                                   | Mach 0,82                                                                   |
| Dienstgipfelhöhe         | 11.900 m                                                                    | 11.900 m                                                                    |
| Reichweite               | 2200 km ER: 3700 km                                                         | 2200 km ER: 3300 km                                                         |
| Startstrecke             | 1700 m ER: 1900 m                                                           | 1750 m ER: 1950 m                                                           |